# بکولانگریل
بکولانگریل (به لاتین: Bkulangriil) یک منطقهٔ مسکونی در پالائو است که در Ngeremlengui واقع شده‌است. بکولانگریل ۴۵ متر بالاتر از سطح دریا واقع شده‌است.